# Богданешти (Отешани)
Богданешти (рум. Bogdănești) насеље је у Румунији у округу Валча у општини Отешани. Oпштина се налази на надморској висини од 319 m.

## Становништво
Према подацима из 2011. године у насељу је живело 474 становника.